# سيوبان فينران
سيوبان فينران (بالإنجليزية: Siobhan Finneran)‏؛ ممثلة بريطانية، ولدت في 2 يناير 1966 في المملكة المتحدة.

## أعمال

### أفلام
- (2007) الصبي أ[5]

### مسلسلات
- داونتون آبي

## وصلات خارجية
- سيوبان فينران على موقع IMDb (الإنجليزية)
- سيوبان فينران على موقع قاعدة بيانات الأفلام العربية
- سيوبان فينران على موقع ألو سيني (الفرنسية)
- سيوبان فينران على موقع أول موفي (الإنجليزية)
- سيوبان فينران على موقع قاعدة بيانات الأفلام السويدية (السويدية)
- سيوبان فينران على موقع قاعدة بيانات الفيلم (الإنجليزية)
- سيوبان فينران على موقع كينوبويسك (الروسية)